# ستيفن ماكينتوش
ستيفن ماكينتوش (بالإنجليزية: Steven Mackintosh )‏ (و. 1967  م) هو ممثل مسرحي، وممثل أفلام بريطاني، ولد في كامبريج، بدأ مشواره المهني سنة 1983م.

## التعليم
تعلم في Sylvia Young Theatre School ‏.

## وصلات خارجية
- ستيفن ماكينتوش على موقع IMDb (الإنجليزية)
- ستيفن ماكينتوش على موقع ألو سيني (الفرنسية)
- ستيفن ماكينتوش على موقع ميوزك برينز (الإنجليزية)
- ستيفن ماكينتوش على موقع أول موفي (الإنجليزية)
- ستيفن ماكينتوش على موقع قاعدة بيانات الأفلام السويدية (السويدية)
- ستيفن ماكينتوش على موقع ديسكوغز (الإنجليزية)
- ستيفن ماكينتوش على موقع قاعدة بيانات الفيلم (الإنجليزية)
- ستيفن ماكينتوش على موقع كينوبويسك (الروسية)